# Gaodian (sockenhuvudort i Kina, Hubei Sheng, lat 31,59, long 114,23)
Gaodian (kinesiska: 高店) är en sockenhuvudort i Kina. Den ligger i provinsen Hubei, i den centrala delen av landet, omkring 110 kilometer norr om provinshuvudstaden Wuhan. Antalet invånare är 36 754. Befolkningen består av 17 366 kvinnor och 19 388 män. Barn under 15 år utgör 16,0 %, vuxna 15-64 år 75 %, och äldre över 65 år 8,0 %.
Runt Gaodian är det tätbefolkat, med 331 invånare per kvadratkilometer. Närmaste större samhälle är Xincheng, 11,8 km söder om Gaodian. Trakten runt Gaodian består till största delen av jordbruksmark.
Genomsnittlig årsnederbörd är 1 291 millimeter. Den regnigaste månaden är juli, med i genomsnitt 222 mm nederbörd, och den torraste är december, med 25 mm nederbörd.